# 205 (nombre)
« Deux cent-cinq » redirige ici. Pour l'année, voir 205.
205 (deux cent-cinq) est l'entier naturel qui suit 204 et qui précède 206.

## En mathématiques
Deux cent-cinq est :

## Dans d'autres domaines
Deux cent-cinq est aussi :
- Les routes secondaires de l'Interstate 5 aux États-Unis.
- Le code téléphonique pour le nord de l'Alabama aux États-Unis.
- Le modèle d'une voiture : Peugeot 205, produite de 1983 à 1999.
- Années historiques : -205, 205.